# Selección femenina de fútbol de Singapur
La selección femenina de fútbol de Singapur es el equipo representativo del país en las competiciones femeninas oficiales. Su organización está a cargo de la Asociación de Fútbol de Singapur, perteneciente a la AFC.

## Historia
El fútbol femenino en Singapur se ha vuelto más popular desde que la Asociación de Fútbol de Singapur (FAS) lo tomó bajo su protección en el año 2000. El creciente interés por este deporte es una gran promesa para el futuro del fútbol femenino en Singapur. Los objetivos del Comité de Fútbol Femenino de la FAS son aumentar la conciencia, el conocimiento y la popularidad y elevar el nivel del fútbol femenino en Singapur. Veinte años después, Singapur cuenta ahora con cuatro equipos nacionales femeninos: equipo "A", sub-19, sub-16 y sub-14.
El 16 de julio de 2024 la selección femenina singapurense disputó un amistoso ante la selección de Macao, en el cual logró un triunfo histórico ganando 9:0 siendo esta la mayor goleada en la historia del seleccionado.